# Zalaszentgrót
Zalaszentgrót je mesto na Madžarskem, ki upravno spada pod podregijo Zalaszentgróti Županije Zala.